# Talaa Lakraa
Talaa Lakraa (en árabe: طالع لقرع‎, en francés: Talaa Lakrah) es una localidad marroquí perteneciente al municipio de Alcazarseguir, en la región de Tánger-Tetuán-Alhucemas. Desde 1912 hasta 1956 perteneció a la zona norte del Protectorado español de Marruecos.